# Autonoe (měsíc)
Autonoe (IPA: /ɔː tɒnoʊi/ aw-TON-oh-ee, řecky Αυτονόη), nebo též Jupiter XXVIII, je nepravidelný přirozený satelit Jupiteru. Byl objeven v roce 2001 skupinou astronomů z Havajské univerzity vedených Scottem S. Sheppardem a dostal prozatímní označení S/2001 J 1, platné do srpna 2003, kdy byl definitivně pojmenován.
Autonoe má v průměru asi ~4 km, jeho průměrná vzdálenost od Jupiteru činí 24,264 Mm, obletí jej každých 772,1 dnů, s inklinací 151° k ekliptice (150° k Jupiterovu rovníku) a excentricitou 0,369. Autonoe patří do rodiny Pasiphae.